# Landesorganisationsgesetz (Nordrhein-Westfalen)
Das Landesorganisationsgesetz (vollständig: Gesetz über die Organisation der Landesverwaltung – 'LOG NRW' –)  des Landes Nordrhein-Westfalen regelt die Organisation der nordrhein-westfälischen Landesverwaltung. 
Unter anderem bestimmt es die Einteilung, Zuständigkeiten und Geschäftsbereiche der obersten Landesbehörden.
Das Gesetz wurde am 10. Juli 1962 erlassen und wurde seither 34 mal geändert.